# Гринвилл (Южная Каролина)
Гринвилл (англ. Greenville) — город в штате Южная Каролина, США. Население города в 2012 году составляло 60 709 человек, в 2017 году он занимает 6-ю строчку в списке самых населённых городов штата.

## География
Гринвилл располагается примерно равномерно между Атлантой, штат Джорджия и Шарлоттом, штат Северная Каролина.

### Климат
В Гринвилле субтропический океанический климат, обычно с мягкой, короткой зимой; жарким, влажным летом; тёплой весной; и сухой осенью.

## Образование

### Государственные школы
Школьный округ Гринвилла является крупнейшим школьным округом в штате Южная Каролина и занимает 49 место по США. Округ включает в себя 14 старших школ, 18 средних школ и 50 начальных школ. При бюджете в $426 млн, округ насчитывает 5200 преподавателей, из которых 63,1 % имеют степень магистра или выше.

## Экономика
Ранее экономика Гринвилла основывалась в основном на текстильной промышленности, и издавна город был известен как «Текстильная столица мира». В последние несколько десятилетий, благоприятная заработная плата и льготы на налоги заманили иностранные компании инвестировать значительные средства в область. В городе располагаются североамериканские штаб-квартиры таких компаний как Hubbell Lighting, PerceptIS, и Michelin; также в Гринвилле находятся офисы BMW.

## Отдых и развлечения
Как крупнейший город в северной части штата, Гринвилл предлагает множество мест для отдыха и развлечений.

### Театры и арены
- Bon Secours Wellness Arena
- Peace Center
- The Warehouse Theatre
- Centre Stage, Greenville’s Profeccional Theater
- Timmons Arena
- Fluor Field at the West End

### Достопримечательности
- Falls Park on the Reedy

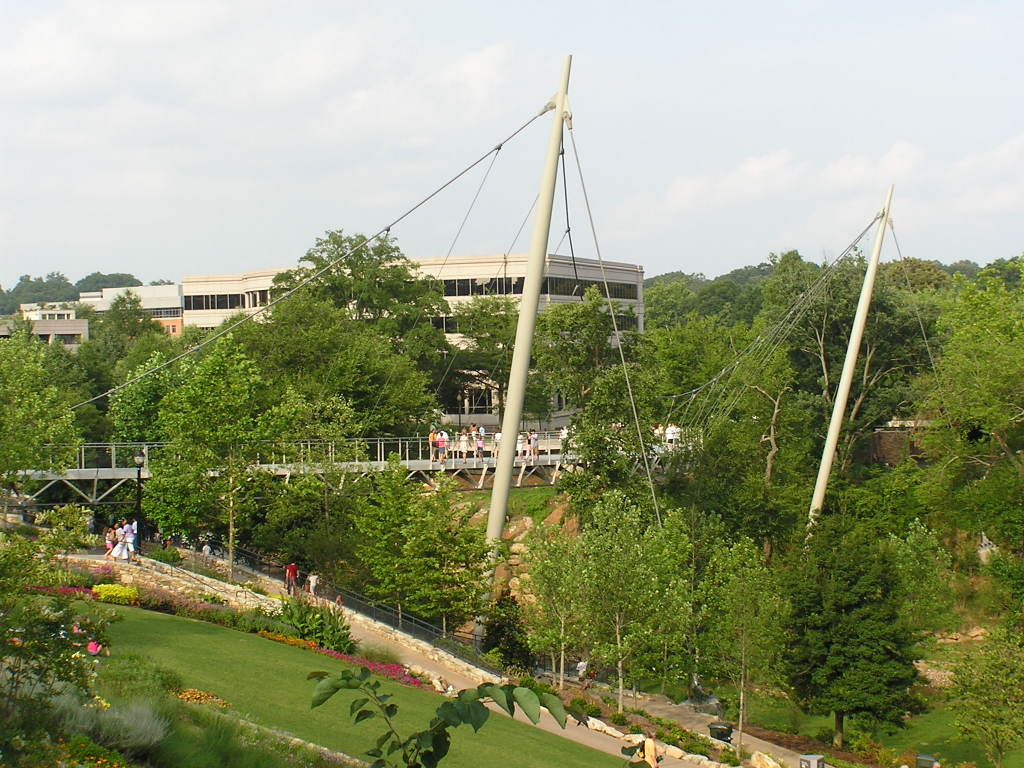
Falls Park on the Reedy

- Окружной музей искусства Гринвилла (Greenville County Museum of Art)
- Музей и галерея университета Боба Джонса (Bob Jones University Museum and Gallery)
- Горный научный центр Ропера (Roper Mountain Science Center)

### Фестивали
- Euphoria Greenville — ежегодное трёхдневное кулинарное мероприятие, проводимое в Wyche Pavilion at Larkin’s on the River, Art in the Park и Peace Center for the Perfroming Arts.
- Fall for Greenville — трёхдневный уличный фестиваль музыки и еды, проводимый каждую осень.
- Artisphere — трёхдневный фестиваль искусств, проводимый каждую весну.
- The Comics & Toys MonsterCon — трёхдневный фестиваль комиксов и научной фантастики, проводимый каждое лето.
- Indie Craft Parade — ежегодный фестиваль ручного искусства, проводимый в сентябре.
- The Upstate Shakespeare Festival — фестиваль постановок на различные классические пьесы, проводимый каждое лето в Falls Park.

## Города-побратимы
- Бергамо, Италия (1985)
- Кортрейк, Бельгия (1991)
- Тяньцзинь, Китай (2002)